# Charles-Étienne Chaussegros de Léry
Charles-Étienne Chaussegros de Léry (né le 30 septembre 1774 et mort le 17 février 1842 était un seigneur et homme politique fédéral du Bas-Canada.
Il est né dans la ville de Québec en 1774, le fils du seigneur Gaspard-Joseph Chaussegros de Léry (1721-1797) (fils de Gaspard-Joseph Chaussegros de Léry) et Louise Martel de Brouague (fille de François Martel de Brouague). Il fait son apprentissage en droit avec Michel-Amable Berthelot Dartigny, mais puis a été embauché comme greffier adjoint et adjoint du traducteur pour le Conseil législatif du Bas-Canada. En 1797, il devient le traducteur au Conseil. Il a été nommé juge de paix et a également été commissaire pour divers projets. Il avait hérité une partie des seigneuries de son père après la mort de son père en 1797 et a acquis une grande partie du reste. En 1799, Chaussegros de Léry épouse Josephte, la fille du juge John Fraser, membre du Conseil législatif. Il a été adjoint quartier-maître général et adjudant général adjoint dans la milice pendant la guerre de 1812, et quartier-maître général puis colonel de la milice de la ville de Québec.
Il fut nommé au Conseil exécutif en 1826 et au Conseil spécial qui régie le Bas-Canada après la Rébellion des Patriotes en 1838.
Il meurt à Québec en 1842.
Son fils Alexandre-René servi plus tard en tant que membre du Sénat canadien et son fils Charles-Joseph est devenu maire de Saint-François-de-la-Beauce et préfet de comté de Beauce.